# چفته (اردکان)
چفته (اردکان)، روستایی از توابع بخش عقدا شهرستان اردکان در استان یزد ایران است.

## جمعیت
این روستا در دهستان عقدا قرار دارد و براساس سرشماری مرکز آمار ایران در سال ۱۳۸۵، جمعیت آن زیر سه خانوار بوده‌است.